# Heinrich von Bellegarde
Heinrich Joseph Johann hrabě z Bellegarde (29. srpna 1756 Drážďany, Saské kurfiřtství – 22. července 1845 Vídeň) byl německý šlechtic z rodu Bellegardů, rakouský polní zbrojmistr původem ze saského hraběcího rodu.

## Životopis
Narodil se v Drážďanech jako syn Jana Františka z Bellegarde a jeho manželky Marie Antonie z Hartigu.
Svou vojenskou kariéru začal u saského vojska, ale v roce 1772 vstoupil do rakouské armády. Jako rytmistr dragounského pluku Zweibrücken se vyznamenal ve válce o bavorské dědictví. Následně se mezi léty 1788 až 1790 jako plukovník podílel na potlačení povstání v Rakouském Nizozemí. Roku 1792 byl povýšen na generálmajora a o rok později za války s Francií v srpnu participoval na dobytí Le Quesnoy jako součást sboru sasko-koburského prince Bedřicha Josiáše. V roce 1794 obdržel samostatné velení předvoje armády arcivévody Karla Ludvíka. Za své taktické schopnosti ve velení získal Vojenský řád Marie Terezie a byl převelen do štábu generála Clerfayta. Následně byl povýšen na podmaršálka.
V roce 1796 se stal vojenským poradcem arcivévody Karla a pak ministra zahraničí Johanna Thuguta. Zde vypracoval plán druhé koalice a sám se ujal velení vojsku, které prošlo Švýcarskem do Itálie. Zde svedl v červnu 1799 vítěznou bitvu u Casina Grossa. Spolu s podmaršálkem Ottem pomáhal Suvorovovi zvítězit u Novi. Po nezdaru koalice a odchodu generála Suvorova zpět do Ruska odešel Bellegarde do Tyrolska. Byl povýšen na generála jezdectva a následně nahradil neúspěšného generála Melase ve velení italské armády, v jejímž čele zůstal až do roku 1805, kdy byl nahrazen arcivévodou Karlem. Velel středu rakouské sestavy v prosinci 1805 v druhé bitvě u Caldiera, za což obdržel komandérský stupeň tereziánského řádu.
Po znovuvypuknutí války v roce 1809 se ujal velení I. sboru, se kterým obsadil Řezno. Bojoval u Aspern a Wagramu a byl povýšen na polního maršála. V roce 1810[zdroj?] se stal prezidentem Dvorské válečné rady. V roce 1812 převzal velení nad rakouským pozorovacím sborem v Haliči. O dva roky později nahradil Hillera v čele italské armády. Mezi léty 1820 až 1825 byl znovu prezidentem Dvorské válečné rady. Zemřel v roce 1845.

## Rodina
V roce 1791 se oženil ve Vídni s Auguste z Berlichingenu (1765–1831). Z tohoto svazku vzešli dva synové:
- 1. August (29. 10. 1795 Linec – 21. 6. 1873 Vídeň), polní podmaršálek, nejvyšší hofmistr císařovny Karolíny Augusty (1849–1860) a generální pobočník císaře Františka Josefa (1867–1873)
  - ⚭ (1821) hraběnka Julie Gudenusová (28. 10. 1795 Vídeň – 11. 2. 1865 Vídeň)
- 2. Heinrich (2. 12. 1798 Padova – 17. 6. 1871 Vídeň)
  - ⚭ (1830) Paulina z Wolkenstein-Trostburgu (6. 5. 1805 Vídeň – 11. 12. 1884 Vídeň)